# تاکالی

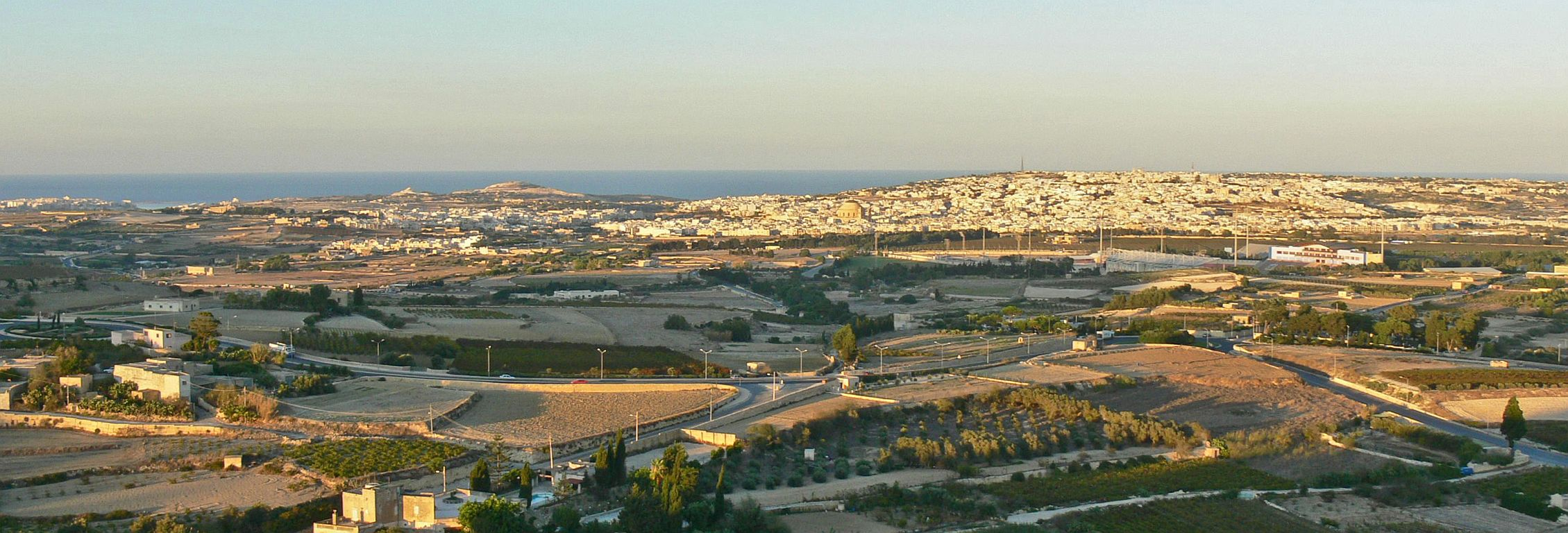
نمایی از تاکالی از مادینا

تاکالی یک فضای باز گسترده در محدوده آتارد در مرکز مالت است ، که شامل ورزشگاه ملی فوتبال ، پارک ملی تاکالی ، یک دهکده صنایع دستی و یک بازار ملی سبزیجات است که در منطقه به عنوان پیتکالیا معروف است . 
اندکی قبل از جنگ جهانی دوم ، از این منطقه برای ساخت یک فرودگاه هوایی نظامی و یک ایستگاه برای نیروی هوایی سلطنتی استفاده شد که انگلیسی ها آن را نیروی هوایی تاکالی نامیدند. نام مکان های مالتی اغلب به این شیوه خراب می شدند.نیروی هوایی تاکالی در طول جنگ عملیاتی بود و تا اواسط دهه ۵۰ همچنان به عنوان یک میدان هوایی مورد استفاده قرار می گرفت. به تازگی ، جوخه های مستقر در انگلستان به عنوان بخشی از آموزش های سالانه مهارت خود از تاکالی بازدید کردند. 

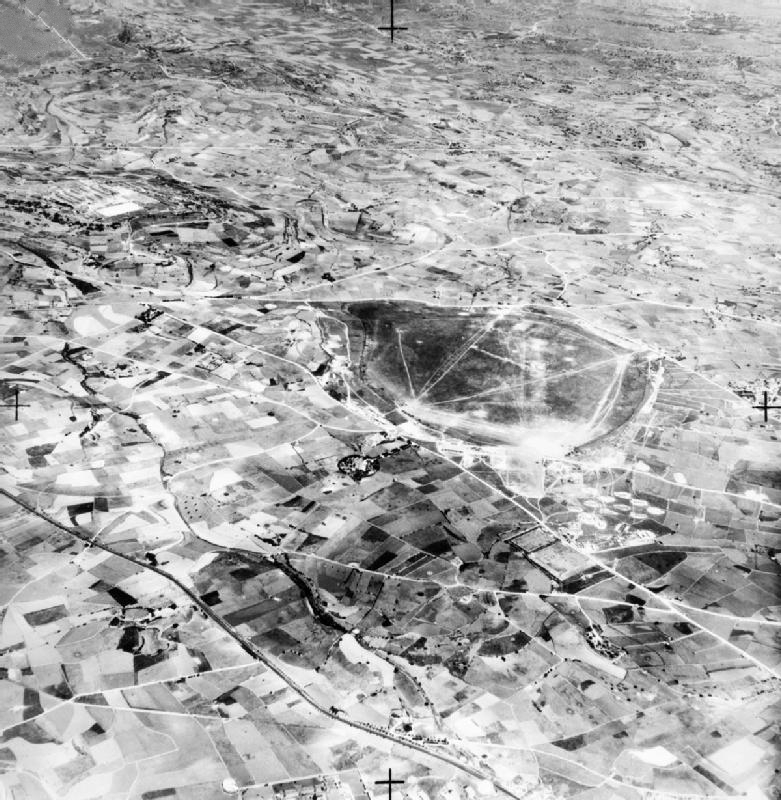
نیروی هوایی تاکالی در سال ۱۹۴۱.

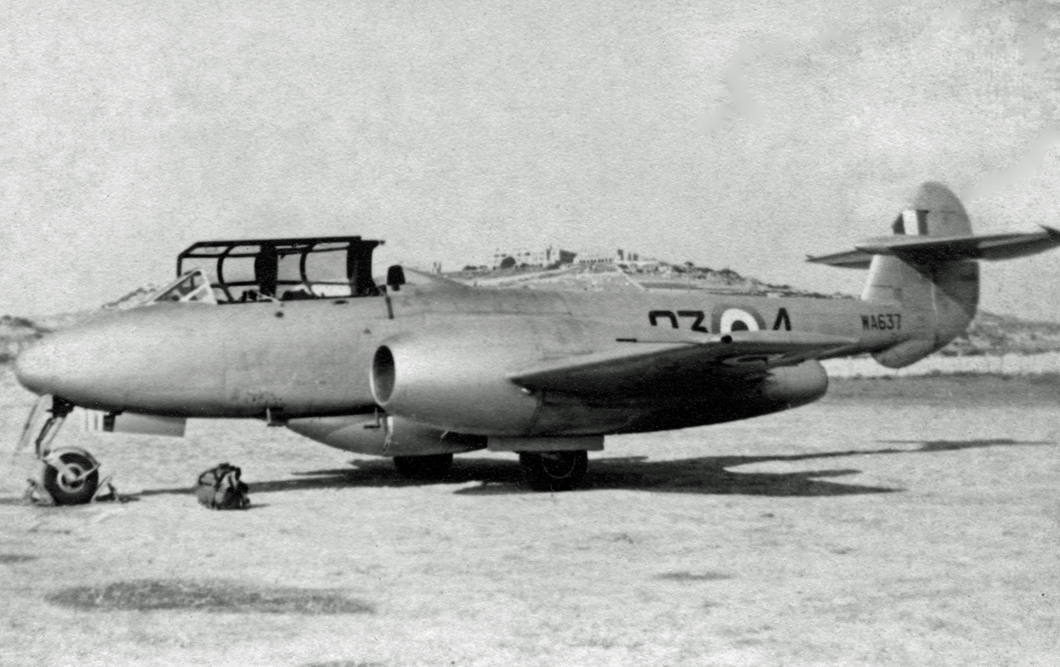
شهاب سنگ زرق و برق در سال ۵۲. شهر مارتفا بالای تپه مارتفا در پس زمینه است

از زمان خروج نیروی هوایی انگلیس و بسته شدن پایگاه هوایی ، این مکان به یک منطقه تفریحی تبدیل شده است. این منطقه از نظر مقیاس اندک است اما برخی در مالت به عنوان مکانی ایده‌آل برای رفتن به پیک نیک و گذراندن تعطیلات آخر هفته در نظر گرفته شده اند. پارک ملی همچنین شامل یک سالن آمفی تئاتر است. تعدادی کنسرت بین‌المللی در پارک برگزار شده است. 
سفارت تازه ساخته ایالات متحده در نزدیکی پارک ملی تاکالی قرار دارد.  در ماه ژوئیه، ۲۰۱۱ سفارت به تاکالی از نقل مکان فلورینا که در آن برای نزدیک به پنجاه سال بود. 

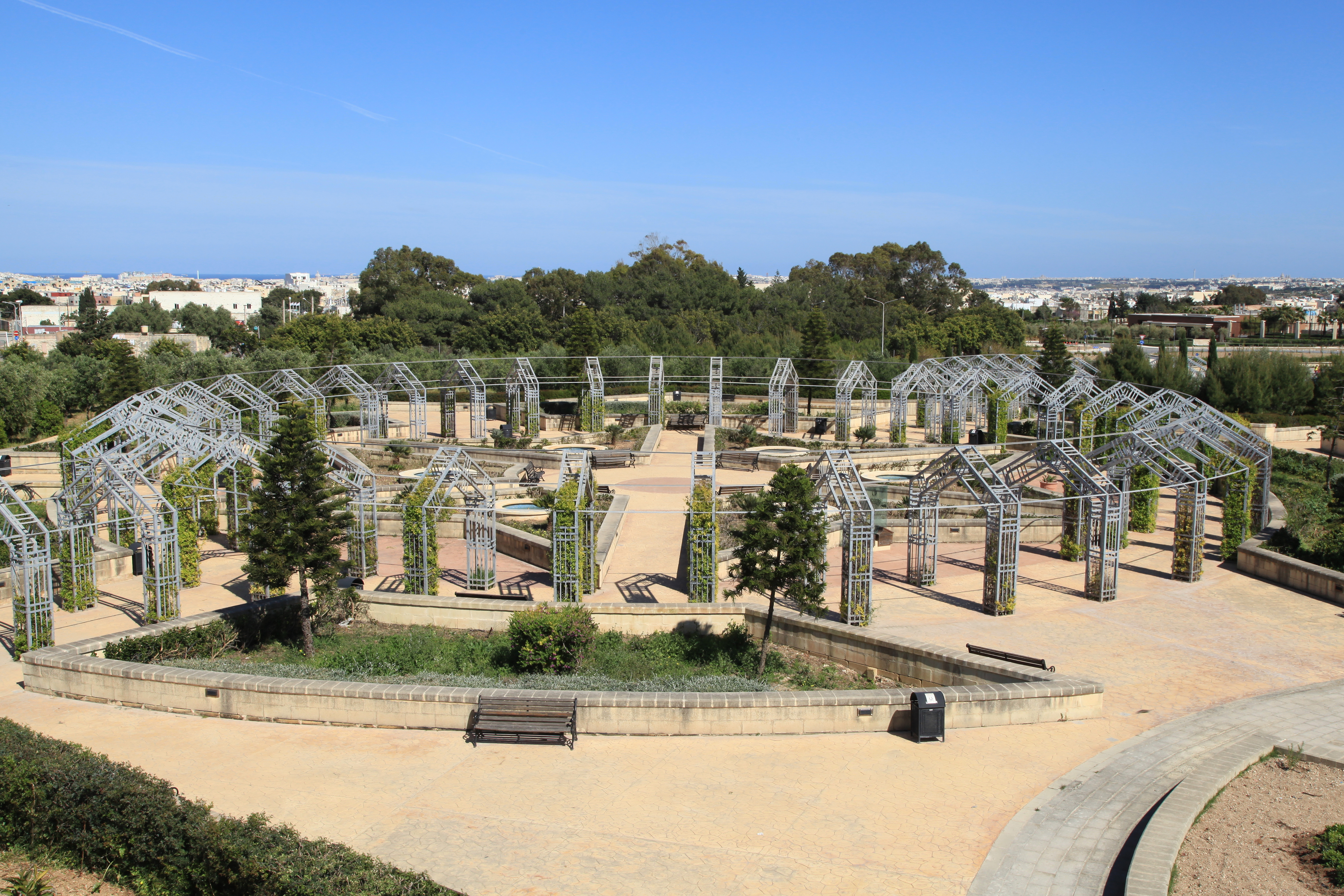
پارک ملی تاکالی

تاکالی هنوز بخشی از نقش سابق خود را به عنوان یک فرودگاه هوایی انجام می دهد اما تنها هواپیمایی که از نوار فرود هواپیمای بسیار کاهش یافته سوار می شود مدل های مقیاس هستند که صاحبان آنها بخشی از یک باشگاه واقع در تاکالی را تشکیل می دهند. امروزه بسیاری از کلبه های نظامی و ساختمان ها به کارگاه هایی تبدیل شده اند که صنعتگران مالتی کارهای دستی خود را تولید می کنند و دهکده صنایع دستی تاکالی به یک جاذبه مهم گردشگری تبدیل شده است. همچنین موزه حمل و نقل هوایی مالت نیز وجود دارد که می توان انواع مختلفی از هواپیماهای مربوط به تاریخ هواپیمایی مالت را پیدا کرد. قبل از تبدیل شدن به پارک تفریحی ، این کشتی هوایی در اولین مسابقات اتومبیلرانی که تاکنون توسط مالتی برگزار شده بود مورد استفاده قرار می گرفت. امروزه ورزش موتور سیکلت راه های خارج از جاده خود را که مسابقات سالانه مسابقات اتومبیلرانی در آن برگزار می شود ، دارد. 
13 ساعت: سربازان مخفی بنغازی فیلمی از جنگ بیوگرافی آمریکایی در سال ۲۰۱۶ است که در مالت و مراکش فیلمبرداری شده است و برای آن یک فیلم بزرگ در طول سال ۲۰۱۵ در تاکالی ساخته شده است.